# Ousseini Tinni
Ousseini Tinni, né le 10 décembre 1954 à Tinoma au Niger, est un homme politique nigérien, actuellement président de l’Assemblée nationale nigérienne.

## Biographie
Ousseini Tinni est né à Tinoma dans la région de Dosso. Il étudie à l'école supérieure de commerce de Marseille en France puis fréquente l'école supérieure et des techniques économiques à Lomé au Togo. Il travaille également par la suite comme fonctionnaire dans différents ministères et départements gouvernementaux.
À l'issue des élections législatives de 2016, il est élu à l'Assemblée nationale en tant que candidat du PNDS. Le 25 mars 2016, il est élu président de l'Assemblée par 109 voix sur 118. Les 53 députés de l'opposition boycottent le vote.